# Claire Bastiaens
Claire Bastiaens is een personage uit de Vlaamse soap Thuis. Claire werd gespeeld door Chris Thys en speelde in 1997, 2008, 2024 en 2025 mee.

## Fictieve biografie
Claire is de zus van Marianne en Charles. Zij maakte in 1997 haar debuut op de begrafenis van haar schoonbroer, Walter De Decker. Zij verdween en jarenlang kwam zij niet ter sprake, tot ze in 2008 een bezoekje bracht aan haar familie. Het klikt meteen met huisdokter Geert Smeekens. Wanneer ze terug naar Oman vertrekt, waar ze werkt als archeologe, besluiten Geert en Marianne om haar te gaan verrassen in Oman. Na een leuke vakantie worden Geert en Claire een koppel.
Claire komt weer in België wonen. Ze logeert bij haar zus, maar maakt plannen om een appartement te huren met Geert. Hoewel het lange tijd goed ging, maakte Geert opeens een einde aan de relatie omdat de liefde over was. Woedend vertrok Claire terug naar Oman.
Marianne was uiteraard blij om het geluk van haar zus, maar was in feite jaloers omdat ze zelf een oogje had op Geert. Vlak na het vertrek van haar zus begon Marianne een relatie met Geert. Sindsdien is er niet meer over Claire gesproken, wel wordt ze in 2016 nog eens vermeld wanneer ze via de telefoon Marianne feliciteert met haar verjaardag. Op 3 september 2024 en 31 maart 2025 was haar stem te horen tijdens een telefoongesprek met haar zus Marianne. Tussen 6 en 12 september 2024 verscheen ze ook weer kort in beeld. 

## Trivia
- Marianne en Claire zijn zussen, maar ook de actrices die deze personages vertolken zijn zussen.